# Французький ліцей імені Анни Київської
Французький ліцей ім. Анни Київської (фр. Lycée Anne de Kiev) — перший французький навчальний заклад в Україні, визнаний Міністерством освіти Франції.
Ліцей розташований у Шевченківському районі міста Києва.

## Історія навчального закладу
У 1994 році в Україні, у місті Києві відкрилася перша французька школа. Ця школа була відкрита на прохання французької спільноти, що проживає на теренах України. Спочатку заклад носив назву «Маленька французька школа».
У 1995 році до основної приєдналися початкова школа та дитсадок. Вже у 2001 році тут навчається 73 учні. У 2002 році школа налічувала більше 100 учнів. В цьому ж році при школі була заснована Асоціація батьків учнів (APE), французька асоціація, передбачена законом з 1901 р., основна мета якої полягає у фінансовій підтримці закладу. У 2003 році в школі навчається 123 учні і з кожним роком ця цифра зростає. На сьогоднішній день вже у Ліцеї ім. Анни Київської навчається більше 300 дітей.
У 2005 році навчальний заклад отримує ліцензію від Міністерства освіти і науки України. Учні одночасно вчаться за двома програмами: за французькою програмою і традиційною українською. У цьому ж році школу було перейменовано у Французький коледж ім. Анни Київської.
У 2007 році коледж через збільшення кількості учнів переходить окрім очно-заочного та дистанційного, ще й на очне навчання. У 2010 році коледж був перейменований у ліцей ім. Анни Київської.

## Навчальна програма AEFE
На сьогодні ліцей є однією із 566 розташованих за межами Франції шкіл, у яких навчання проводиться за Французькою національною освітньою навчальною програмою для закордонних шкіл. Цією програмою та якістю освіти опікується Agence pour l'enseignement français à l'étranger (AEFE) (укр. Агенція з французької освіти за кордоном) Міністерства закордонних справ Франції. Навчальна програма забезпечує:
- допомогу французьким дітям, що проживають за кордоном, здобути повноцінну французьку освіту, рівноцінну освіті, яку надають школи у Франції;
- підготовку до іспитів і здобуття французьких дипломів в умовах, еквівалентних тим умовам, які надають установи народної освіти у Франції;
- допомогу іноземним учням здобути вищу освіту у Франції чи інтегруватися у французьке суспільство;
- сприяння зміцненню відносин і співробітництва між французькими та закордонними системами освіти в інтересах французьких і іноземних студентів.

Перелік затверджених шкіл, які отримали затвердження вперше, чи продовжили та/або поширили його дію, публікується в Journal officiel de la République française (JO) (укр. Офіційному журналі Французької Республіки) та у Bulletin officiel de l’Éducation nationale (BOEN) (укр. Офіційному бюлетені освіти) щорічно.